# Mattole
El mattole, o mattole–riu Bear, és una llengua atapascana extingida que havien parlat els mattoles i indis del riu Bear del nord de Califòrnia. És una de les quatre llengües que pertanyen a l'agrupació atapascà de Califòrnia de les llengües atapascanes de la costa del Pacífic. Es parlava a dos llocs: a la vall del riu Mattole, immediatament al sud de cap Mendocino, a la costa nord-oest de Califòrnia, i un dialecte diferent al riu Bear, a uns 10 quilòmetres al nord.